# Alignement de la Grée Galot
L'alignement de la Grée Galot, appelé aussi alignement de la Croix des Pierres Blanches ou alignement de l'Orme d'à-haut, est un alignement mégalithique situé sur la Lusanger dans le département de la Loire-Atlantique.

## Description
L'alignement est mentionné pour la première fois par Ogée en 1788 dans son Dictionnaire archéologique. Il comporte alors sept pierres. Dès le milieu du XIXe siècle, il n'en reste plus que cinq visibles, comme aujourd'hui. L'alignement a été dressé sur une hauteur à 42 m d'altitude dominant le ruisseau du Port-Sablon et la rivière de la Chère. Il s'étire d'est en ouest sur 13 m de longueur. Seules deux pierres sont encore debout (pierres n°2 et n°3 en partant de l'ouest). 
Le premier menhir est une pierre en grès de 2,35 m de long sur 0,60 m de large désormais couchée au sol. Le second menhir est en grès quartzeux. Il mesure 1,20 m de haut sur 1,10 m de large. Le troisième menhir, de même nature, mesure 2 m de haut sur 1,40 m de large. Le quatrième est une dalle de quartz de 2,32 m de longueur sur 0,83 m de largeur. La cinquième pierre est un bloc de quartz qui fut brisé en deux parties en 1825 pour construire un pont sur la Chère, mais en raison de leur poids, les deux morceaux furent abandonnés sur place. Une sixième pierre est enfouie depuis 1847 sous la route voisine.

## Folklore
Selon Pitre de Lisle, des légendes locales rapportaient que des animaux fantastiques rôdaient la nuit autour des pierres.